# Voies du port de Rouen-Rive-Droite
Les voies du port de Rouen-Rive-Droite sont une ligne de chemin de fer française à écartement standard située à l'intérieur de l'agglomération de Rouen. Desservant une partie des quais et les établissements industriels de la rive droite du port de Rouen, elles ont subi les vicissitudes des guerres, des crises économiques ainsi que des aménagements portuaires et urbains. Bien que de moindre capacité que les lignes de la rive gauche du port, elles sont elles aussi largement sous-utilisées compte tenu à la fois de la disparition de certains trafics du port de Rouen, du déclin du transport ferroviaire et de la désindustrialisation de leur zone de chalandise.

## Histoire
En 1867, la Compagnie des chemins de fer du Nord établit à Rouen le terminus de sa ligne venant d'Amiens dans une gare située à l'est de la ville sur la rive droite de la Seine, dite de Rouen-Martainville puisque construite dans le quartier éponyme. Peu avant leur arrivée en gare, ses voies croisent sous un passage inférieur celles de la ligne Paris – Rouen de la Compagnie des chemins de fer de l'Ouest franchissant en remblai les vallées de l'Aubette et du Robec. Par accord initial entre les deux concessionnaires, il n'existe à cet endroit aucune communication entre leur réseau respectif.
Cette situation apparaît rapidement préjudiciable tant aux deux compagnies qu'à l'économie locale et, à l'issue de nombreuses démarches, la loi du 31 décembre 1875 déclare d'utilité publique, entre autres opérations, la création d'une liaison entre les deux lignes. Ainsi, un peu plus de deux kilomètres après la gare de Darnétal celle venant d'Amiens est séparée en deux branches à double voie, l'une restant à la Compagnie du Nord et suivant à droite le fond de vallée pour arriver directement en gare de Martainville 1,5 km plus loin, l'autre, concédée à la Compagnie de l'Ouest, partant à gauche et se hissant au niveau du remblai de la ligne Paris - Le Havre pour former un triangle en s'y raccordant dans ses deux sens, vers la gare de Rouen-Rive-Droite côté nord et vers Sotteville et Rouen Rive-Gauche côté sud.
Entretemps, afin de développer son trafic des marchandises, la Compagnie du Nord, avec l'accord et le soutien des autorités administratives et économiques locales, notamment de la Chambre de commerce, pousse ses voies au-delà de sa gare de Martainville sur environ cinq cents mètres le long d'une voie nouvelle longeant les terrains vagues dits du Champ-de-Mars, jusqu'aux quais de la rive droite de la Seine. La jurisprudence administrative assimilant cette extension de fait à la création d'une ligne de tramway régie par la loi du 11 juin 1880, elle est entérinée par une concession accordée par décret du 4 septembre 1885 légalisant les installations établies et concédant au Nord la desserte ferroviaire des quais de la rive droite du port de Rouen. Trois ans plus tard, sur réclamation de la Compagnie de l'Ouest revendiquant sa part de trafic, un décret du 17 mars 1888 l'associe à la concession aux mêmes conditions que pour la ligne principale (2/3 Nord, 1/3 Ouest), répartition reprise en 1909 lorsque l'Administration des chemins de fer de l'État se substitue à l'Ouest.
Ainsi se développe sur les quatre kilomètres de quais existant à l'époque un réseau de voies ferrées, aussi bien de circulation que de garage, desservant vers l'amont par le quartier d'Eauplet les quais du Pré-aux-Loups et Lescure jusqu'à Amfreville-la-Mi-Voie, et, vers l'aval, les quais de Paris, Pierre-Corneille, de la Bourse, du Havre et du Mont-Riboudet, jusqu'aux terrains dits des prairies Saint-Gervais situés au confluent de la Seine et du Cailly.

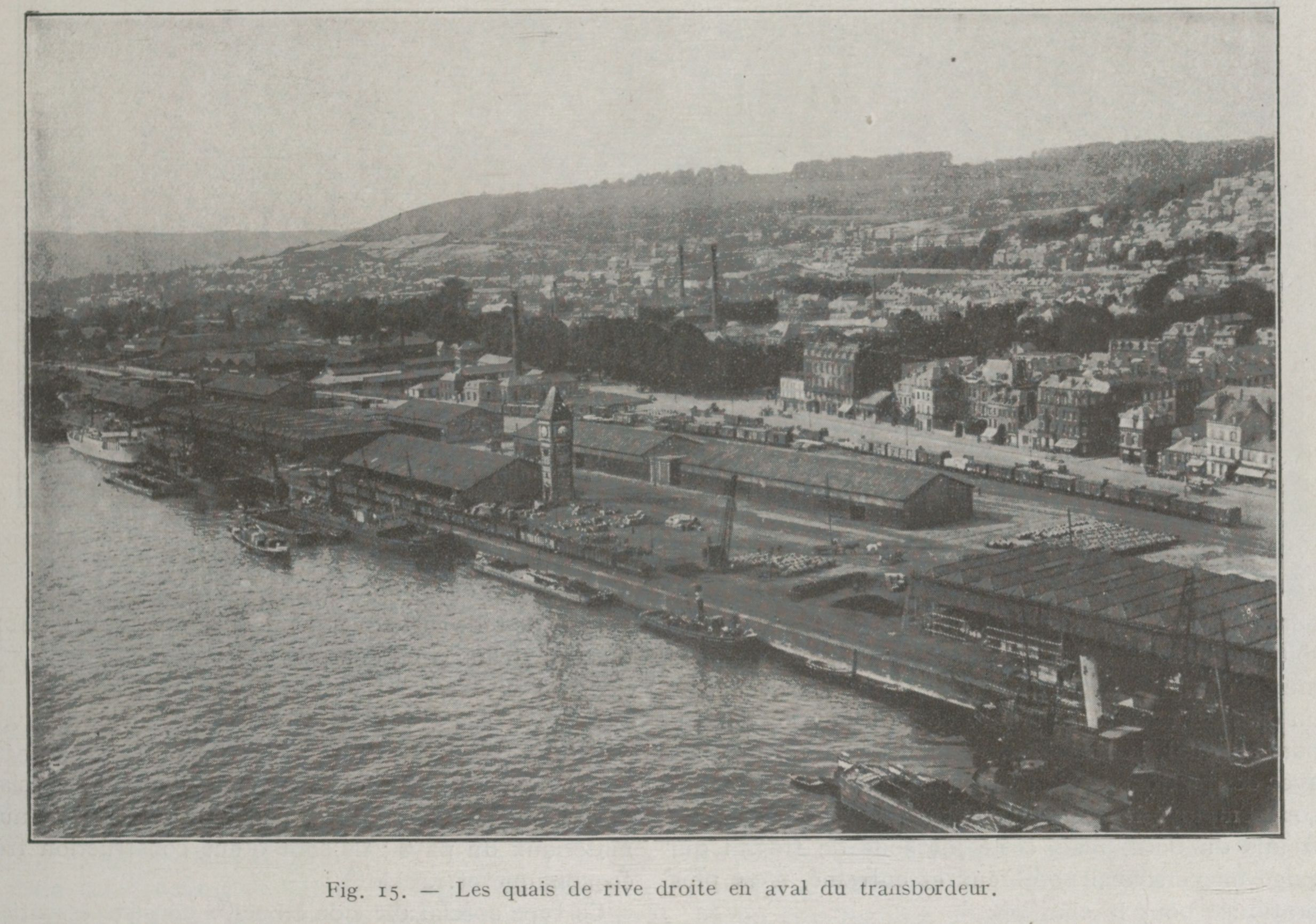
Faisceau de La Madeleine sur la rive droite du port de Rouen en 1925.

L'environnement urbain des quais de la rive droite multiplie les croisements à niveau entre circulations routière et ferroviaire en plein centre ville, les rendant toujours plus difficiles alors qu'elles se développent avec les activités portuaires, fluviales et maritimes et qu'a été inauguré en 1888, en aval du pont Corneille, un second pont moderne sur la Seine. Aussi, au début des années 1900, la réflexion entamée sur l'avenir des prairies Saint-Gervais, acquises par l'État en 1908 avec le concours financier de la Chambre de commerce et du département, est-elle l'occasion d'un certain nombre de propositions en faveur de l'abandon de la desserte ferroviaire par Martainville et le Champ-de-Mars au profit d'un nouveau tracé incluant une gare maritime et remontant le flanc est de la vallée du Cailly pour rejoindre la ligne Le Havre – Rouen à un point à déterminer entre Maromme et le tunnel Saint-Maur débouchant sur la gare Rive-Droite,.
La loi du 16 avril 1910 « relative à l'acquisition des prairies Saint-Gervais pour l'extension du port de Rouen et à l'établissement de la plateforme d'un faisceau de voies ferrées de manœuvre » laisse ouverte cette option en se bornant à déclarer d'utilité publique l'acquisition de ces terrains d'une superficie de 84 hectares et les travaux d'établissement « de la plateforme d'un faisceau provisoire de voies de manœuvres destiné à faciliter l'exploitation des voies ferrées des quais du port de Rouen (rive droite) ». Cependant, trois ans plus tard, une loi du 26 août 1913 « relative à l'amélioration et l'extension du port de Rouen et de ses accès » ruine les espoirs des partisans d'un tracé alternatif. En effet, autorisant la création sur les terrains en question de deux nouveaux bassins du port maritime, et l'allongement sur 1 400 mètres des quais rive droite jusqu'à Croisset, afin de permettre de faire face au surcroît de trafic découlant de ces aménagements, elle confirme le tracé initial, dont l'amélioration est attendue par doublement des voies et passage sous la culée du pont Boieldieu.
La guerre de 1914-1918 retarde le creusement des bassins, mais provoque l'augmentation du trafic du port de Rouen pour en faire le premier port français, contraignant à étendre ses emprises sur la rive droite jusqu'à une douzaine de kilomètres en aval du pont Boieldieu, en établissant en urgence de nouveaux quais et appontements à Dieppedalle, puis Biessard, puis à Val-de-la-Haye, installations elles aussi rapidement complétées par le prolongement des voies ferrées existantes.
Après l'achèvement en 1924 des bassins Saint-Gervais, la vocation agroalimentaire de l'activité portuaire de la rive droite, déjà prépondérante de longue date avec le commerce des vins en foudres, s'affirme encore plus avec la construction d'installations de réception et de stockage destinées à l'importation des bananes des Antilles et des agrumes et primeurs d'Afrique du Nord, dont une grande partie est ensuite réexpédiée par fer vers le Nord et la région parisienne.
Afin d'assurer les opérations et manœuvres nécessaires à ce trafic s'effectuant majoritairement par wagon isolé, deux faisceaux sont établis sur le port à proximité du fleuve ou des bassins. Le premier, dit de la Madeleine, irriguant les quais situés à ses abords immédiats et également par rebroussement ceux d'amont jusqu'à Eauplet, sert à la réception, à la coupe et à la formation des rames. Le second, dit Saint-Gervais, comprend des voies de circulation et d'évitement. De la gare Martainville à Val-de-la Haye, l'ensemble est relié par une voie de circulation partiellement en site propre sur laquelle se greffent de nombreux embranchements particuliers.
L'exploitation de cet ensemble ferroviaire situé pour l'essentiel en milieu urbain et comportant de nombreuses traversées de chaussée exigeant un personnel d'accompagnement est d'autant moins commode, que, sauf pour la faible part de trafic s'effectuant directement par la ligne d'Amiens, tous les autres trains doivent rebrousser par le raccordement de Martainville, manœuvre augmentant les coûts et les temps de transport des marchandises.

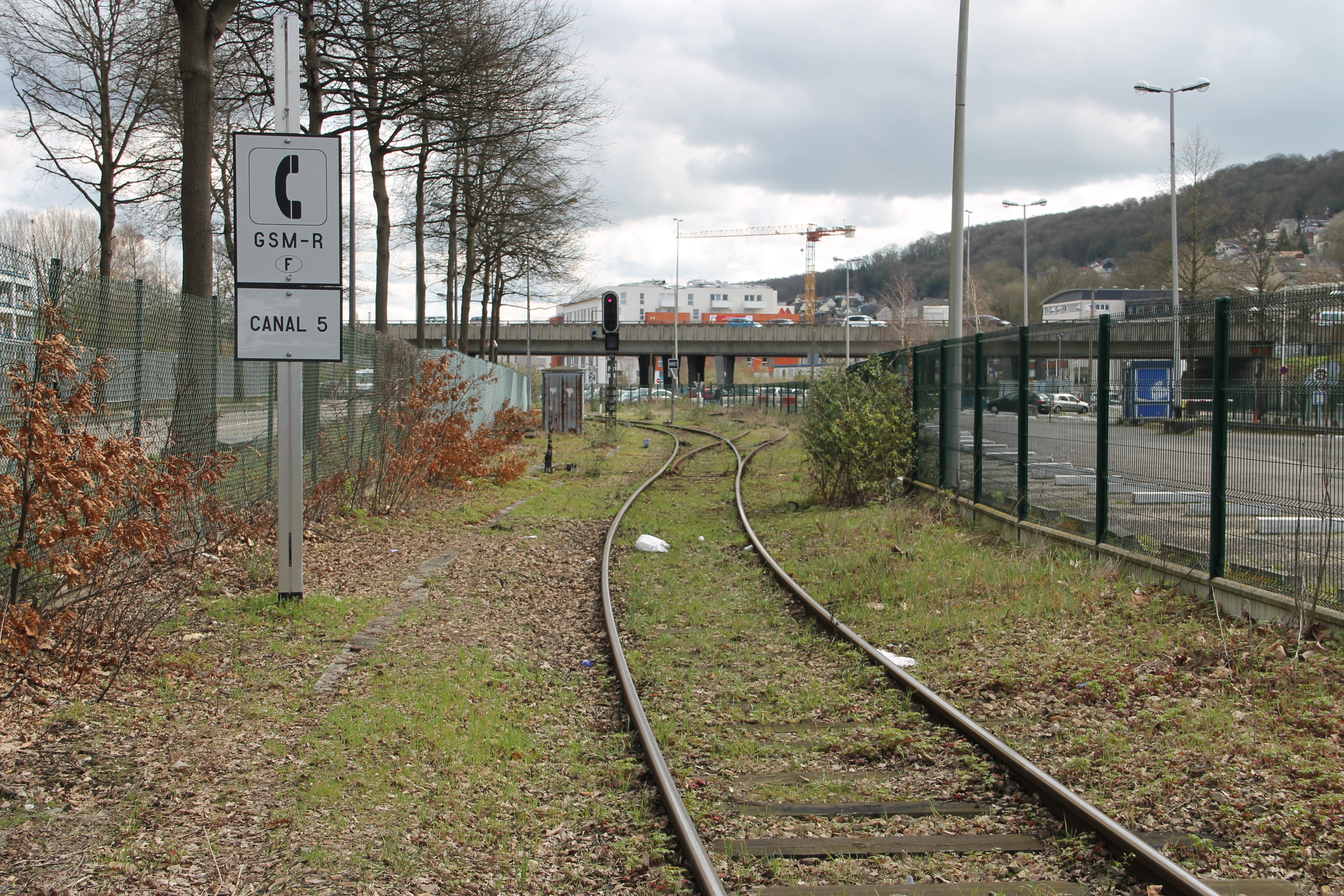
Emplacement de l'ancienne gare Martainville (direction Sotteville). Le bâtiment voyageurs était à gauche.

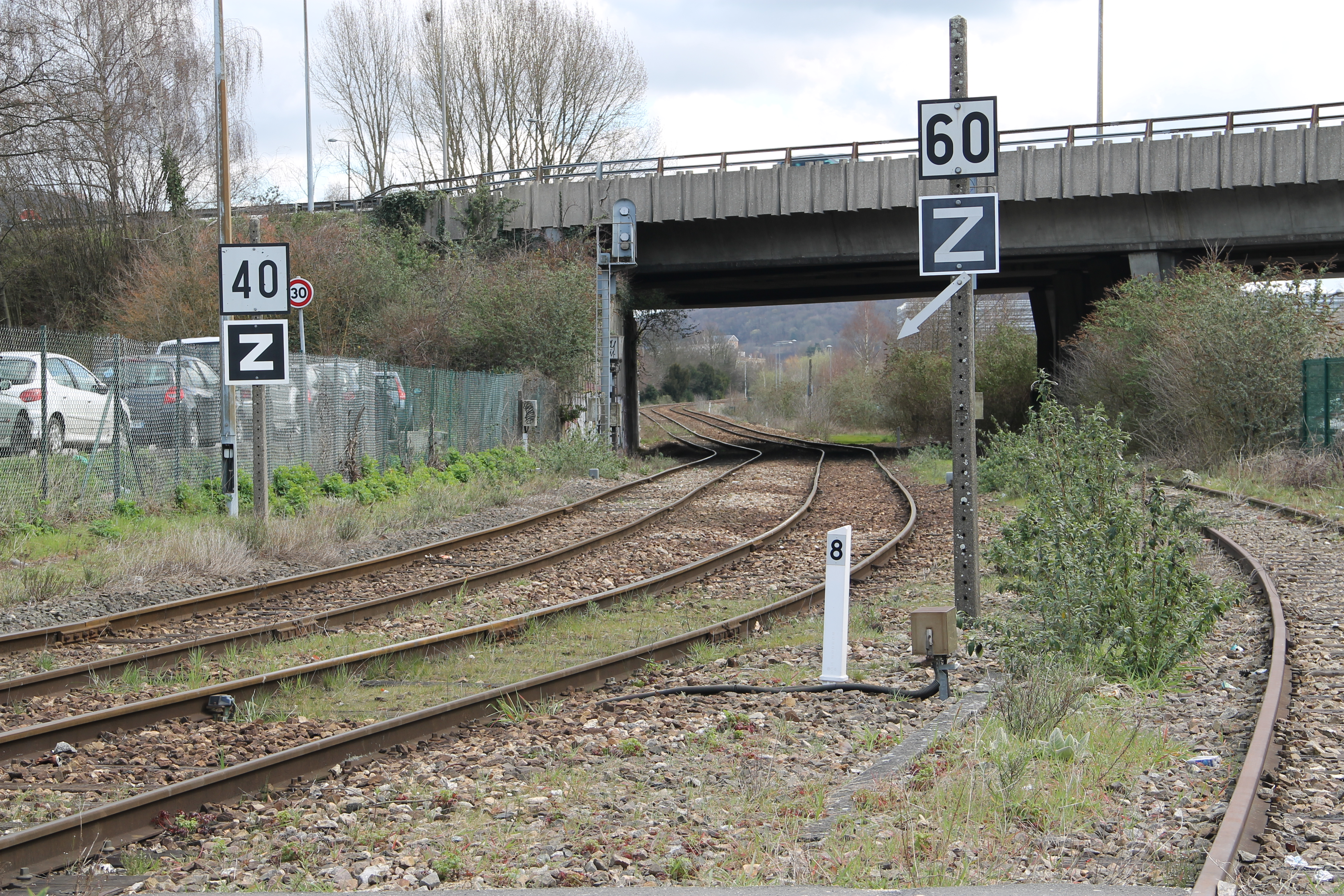
Rampe vers le nouveau raccordement.

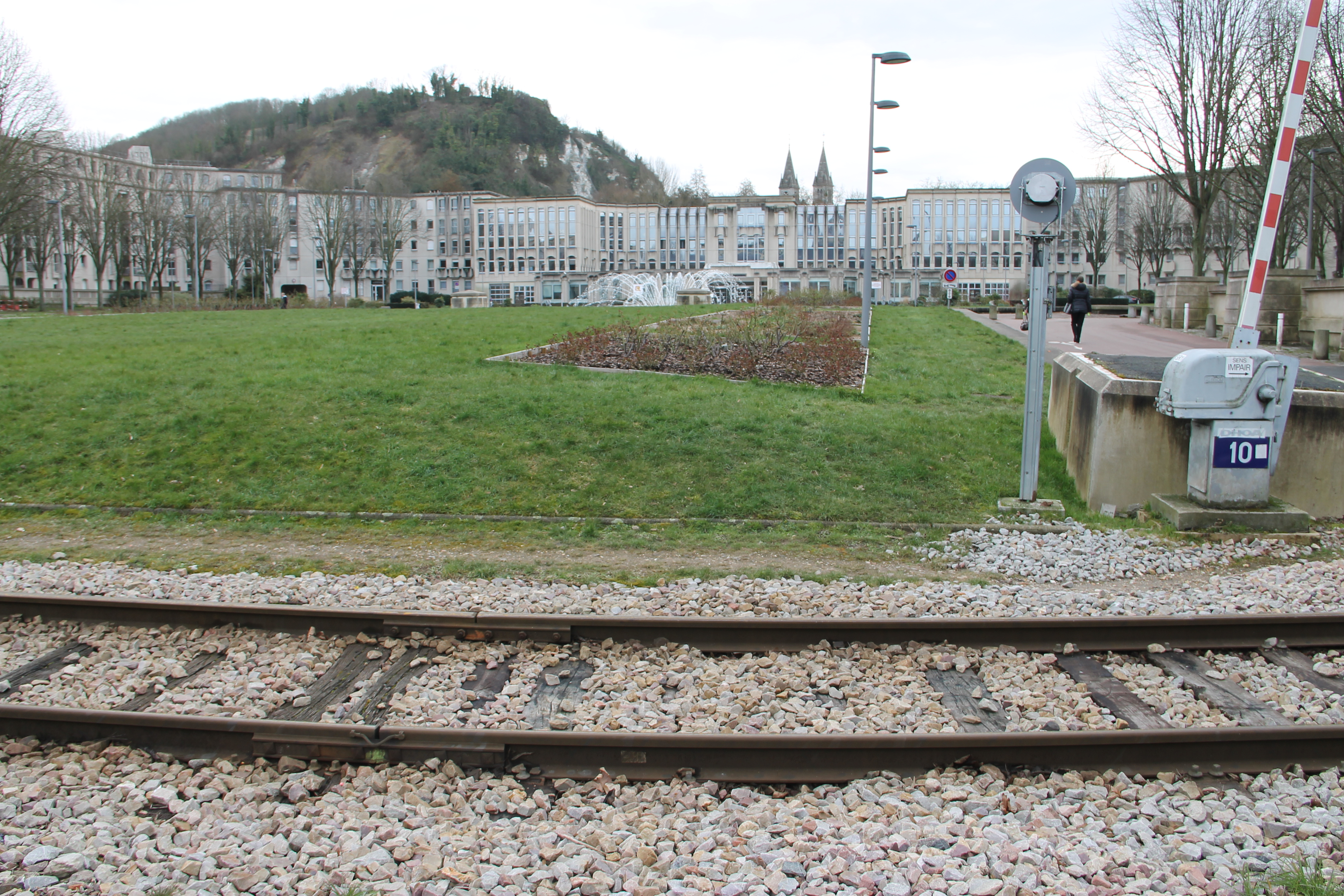
Passage devant les immeubles du Champ-de-Mars

Pourtant, après les importantes destructions de la Seconde Guerre mondiale, la reconstruction de la ligne desservant la rive droite du port reprend le même tracé. Ainsi, en mai 1947, les rails venant de la gare Martainville sont rétablis le long du boulevard Gambetta et permettent à nouveau la jonction avec les quais. 
Au cours de la période dite des trente glorieuses, l'activité de la zone portuaire rouennaise, favorisée par le dragage continu du chenal de la Seine, connaîtra son apogée. Sur la rive droite, le concours lancé en 1946 par la Chambre de commerce de Rouen pour la construction d'un chai à vin sur un terre-plein jouxtant le bassin Saint-Gervais aboutit en 1950 à l'installation de stockage la plus grande d'Europe, recevant ses produits par navires-citernes spécialisés dits pinardiers, et les réexpédiant notamment par wagons-foudres. Peu après vient également se greffer sur le faisceau Saint-Gervais l'embranchement particulier du chemin de fer industriel de Déville-lès-Rouen, ligne privée à écartement normal d'environ deux kilomètres desservant l'usine métallurgique de la Compagnie des Tubes de Normandie et son réseau interne de onze kilomètres de voies de circulation et de garage, qui servira aussi par la suite pour la desserte du Marché d'intérêt national de Rouen ouvert en 1969 et des magasins industriels les « Économiques de Normandie » à Bapeaume.
Le développement du trafic, tant à l'exportation qu'à l'importation, justifie même la création, sur les terrains libres au bas de la côte de Canteleu, le long du boulevard de l'Ouest, d'un troisième faisceau, le plus important, dit triage de l'ouest, comprenant des voies de réception et de départ, une butte de débranchement, ainsi que des voies de garage en cul-de-sac. Cette installation moderne, dotée de deux postes d'aiguillage, est mise en service en juillet 1963, et sa capacité de 900 wagons permet notamment de faire face dans de meilleures conditions aux besoins de la semoulerie de Normandie et du constructeur automobile Ford, qui a choisi Rouen comme port de débarquement de ses véhicules destinés au marché français.
Cependant, à la fin des années 1970, l'influence conjuguée du déclin sensible des activités portuaire et ferroviaire et des aménagements d'urbanisme projetés par la ville entraînera d'importants changements dans la configuration de la ligne. Ainsi, son trafic dérisoire ne justifiant plus le maintien de l'embranchement jadis ouvert vers les voies de quai remontant le fleuve côté Amfreville-la-Mi-Voie, celui-ci est supprimé. De même, le déplacement des activités maritimes vers l'aval rendant désormais inutile l'existence du faisceau de la Madeleine, il lui est substitué au cours des années 1990 une unique voie de circulation s'insérant entre divers aménagements de voirie et d'espaces verts.
Et surtout, les changements opérés dans le quartier Martainville, classé en zone d'aménagement concerté, transforment complètement le début de la ligne. En premier lieu, les voies primitives reliées directement à la ligne d'Amiens sont supprimées et remplacées par un raccordement courbe à double voie en direction de Sotteville rejoignant en remblai la ligne Le Havre – Paris juste avant son entrée dans le tunnel Sainte-Catherine, mis en service le 22 mars 1981 en même temps que le PRS des bifurcations de Darnétal et procurant un gain de temps de 30 minutes par train. En second lieu, toutes les installations de l'ancienne gare, bâtiment voyageurs, halles, dépôt des machines, et leurs faisceaux de desserte, sont par la suite progressivement démolis et leurs vastes emprises récupérées pour des aménagements de voirie et des constructions immobilières, seules subsistant deux voies de circulation, réduites à une seule à leur sortie le long du boulevard Gambetta.

## Caractéristiques
À la différence des voies de la rive gauche du port, celles de la rive droite ne sont pas électrifiées et sont à ciel ouvert.

### Tracé et équipements

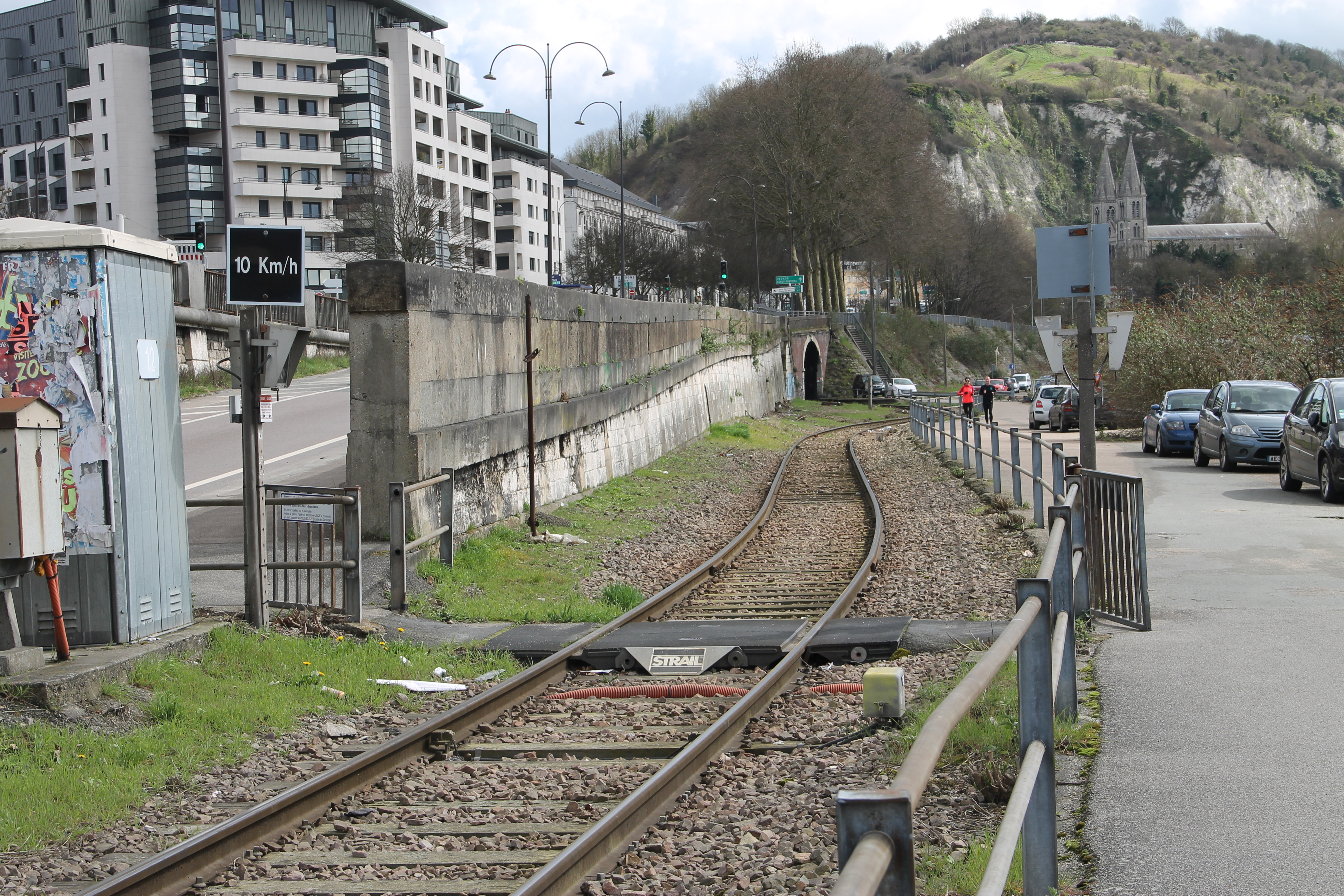
Débouché sur le quai de Paris.

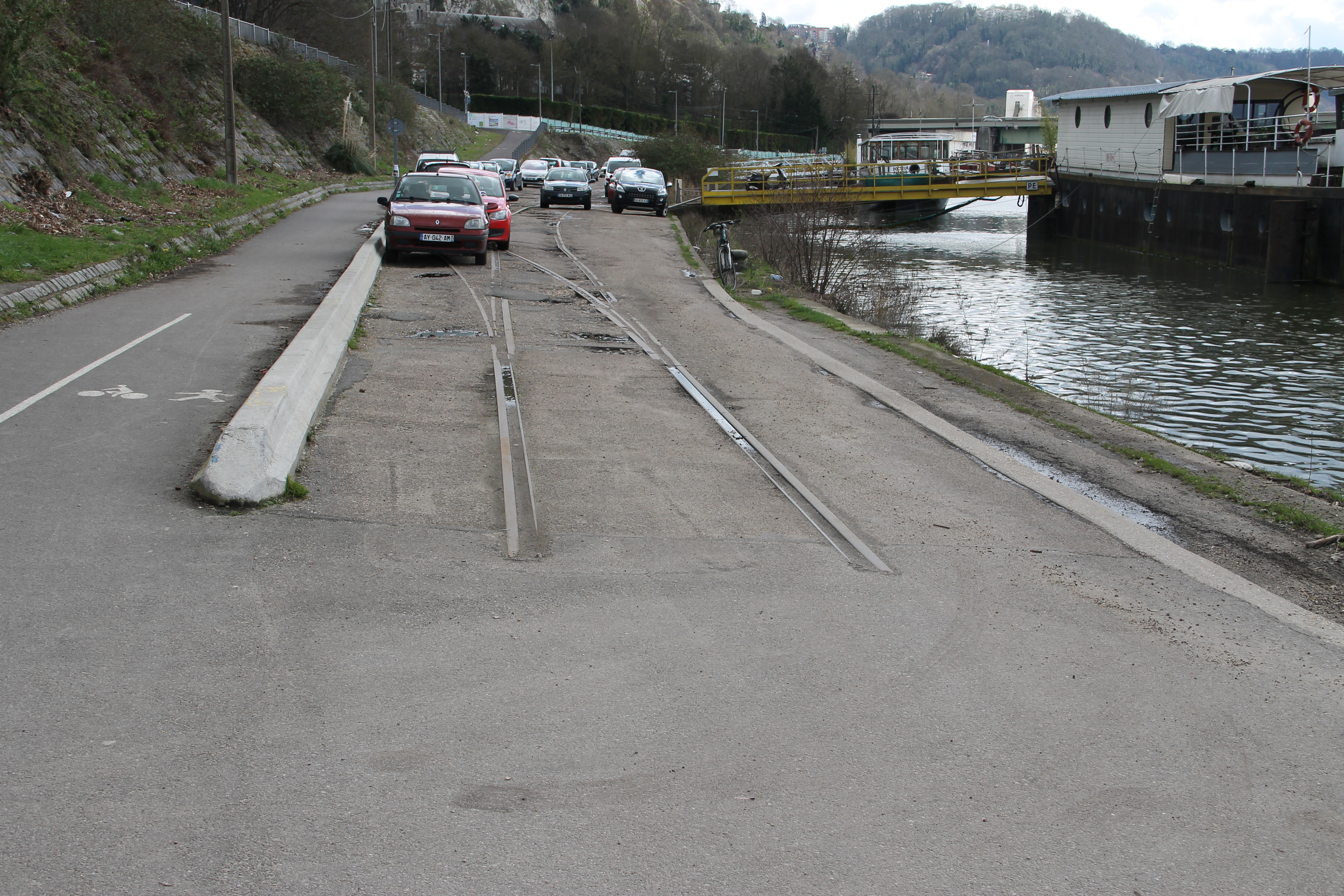
Vestiges de la branche vers Eauplet

Le schéma des voies de la rive droite du port figure en annexe du Document de référence du réseau ferré portuaire du Grand port maritime de Rouen. Elles commencent par un embranchement à double voie de 1,2 km quittant sur la gauche, la ligne du Havre à la sortie du tunnel Sainte-Catherine, et rejoignant le fond de vallée sur un remblai en pente de 8 à 12 ‰, alternant courbe et alignement. 
À l'emplacement de l'ancienne gare de Martainville, la voie devient unique et chemine ensuite en accotement le long du boulevard Gambetta par un parcours en site propre mais jalonné d'un certain nombre de passages à niveau. Après traversée en souterrain de l'avenue Aristide-Briand, elle débouche sur les quais bas où, s'intercalant entre une voie de circulation automobile et un espace destiné à la promenade et aux loisirs, elle passe successivement sous les ponts Corneille, Boieldieu, Jeanne-d'Arc, Guillaume-le-Conquérant et Gustave-Flaubert, avant de traverser le faisceau Saint-Gervais, comportant trois voies de circulation, dont une donnant accès par un passage inférieur sous l'avenue du Commandant-Bicheray, à l'embranchement du chemin de fer industriel d'intérêt général de Déville-lès-Rouen, concédé à la société Vallourec.
Laissant sur sa gauche des voies d'accès au terminal dit des Antilles destiné jadis aux fruits, ainsi qu'aux silos Pastacorp (pâtes sèches Lustucru et Rivoire et Carret), la voie traverse le triage dit de l'ouest, comportant deux faisceaux encadrant une butte de débranchement, et poursuit sur 5 500 mètres par une voie de circulation dite de Biessard, desservant un certain nombre d'embranchements particuliers et de silos à grains, jusqu'à Val-de-la-Haye, au PK 150+900.

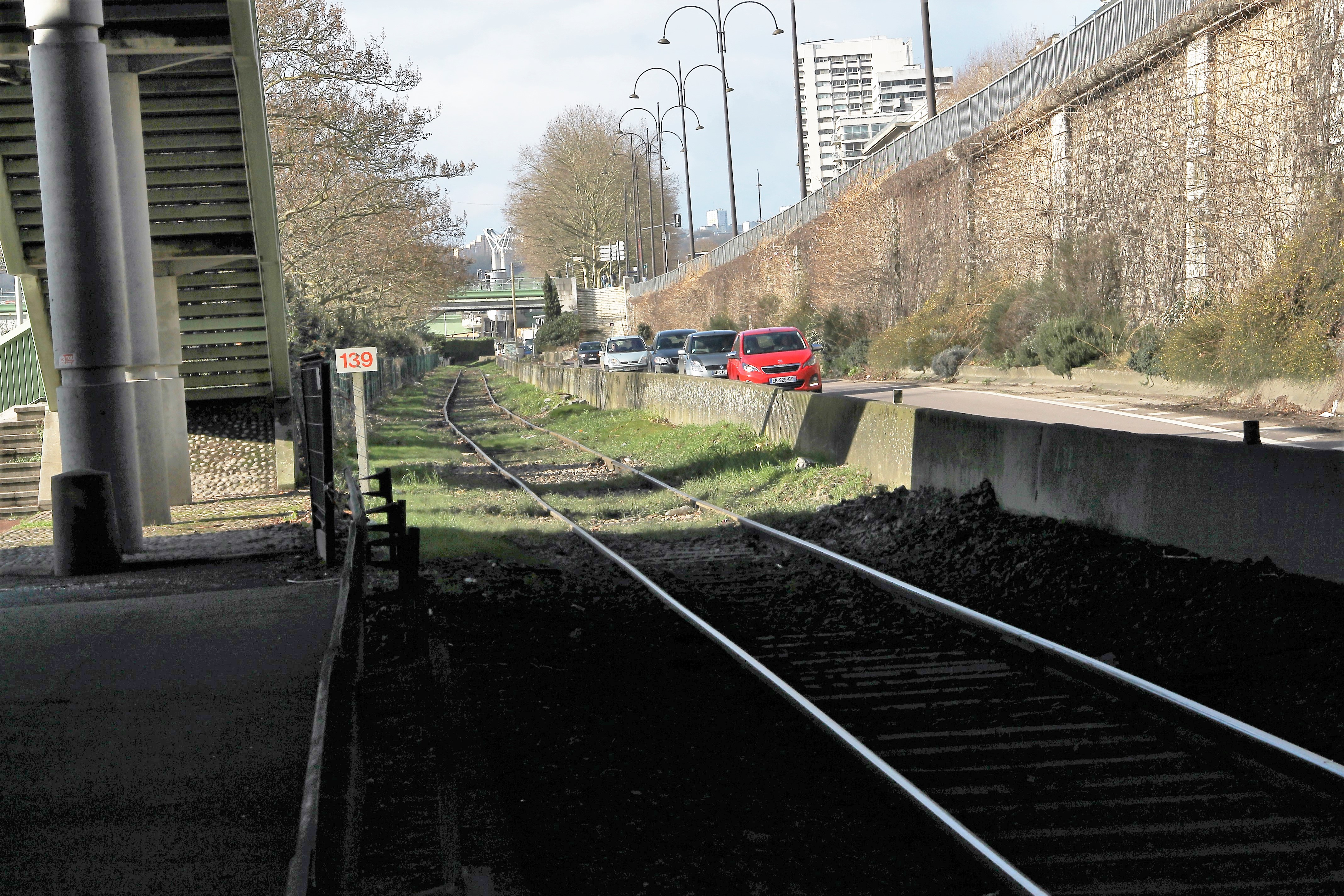
Le PK 139 sous le pont Corneille.
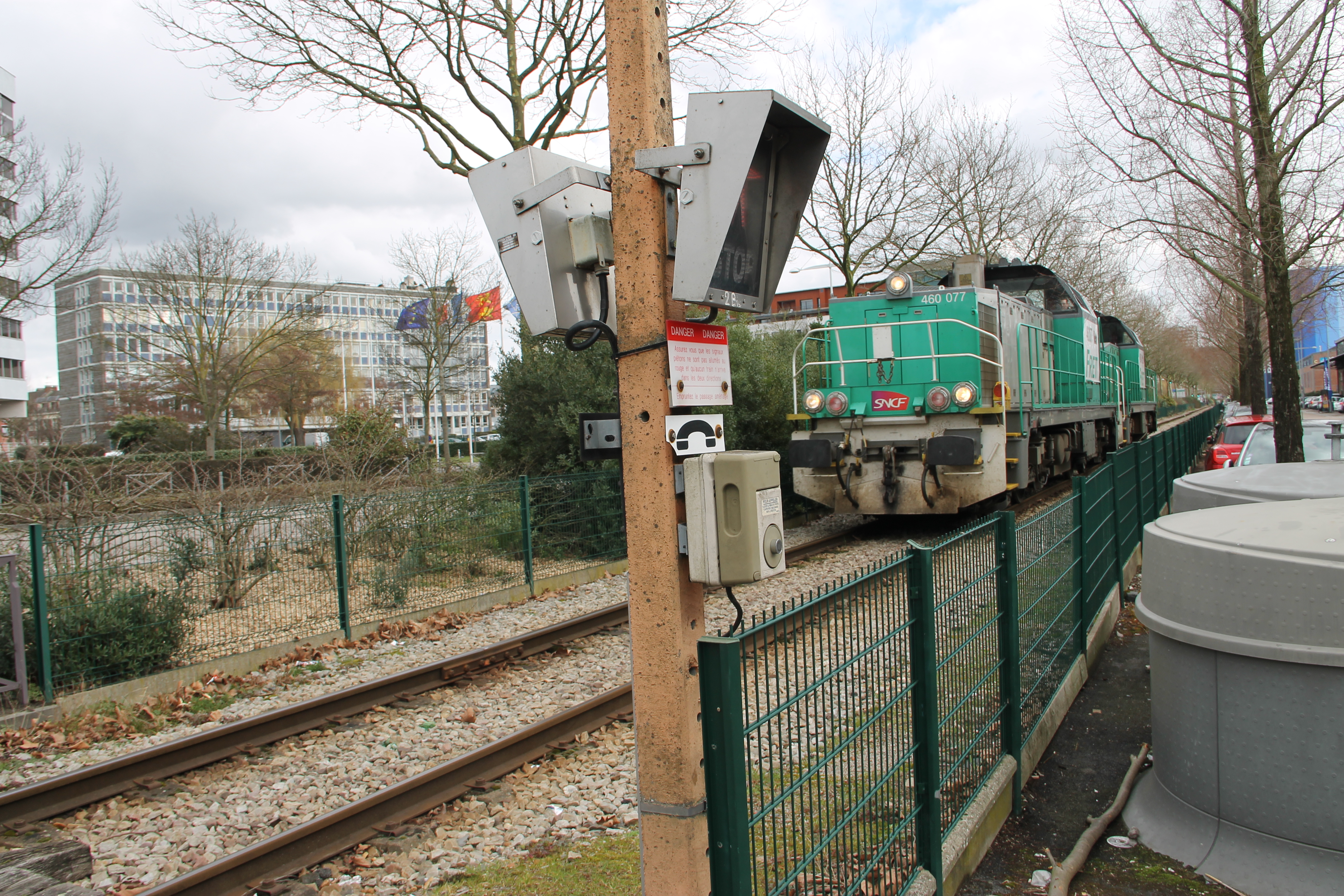
Emplacement de l'ancien faisceau de La Madeleine.
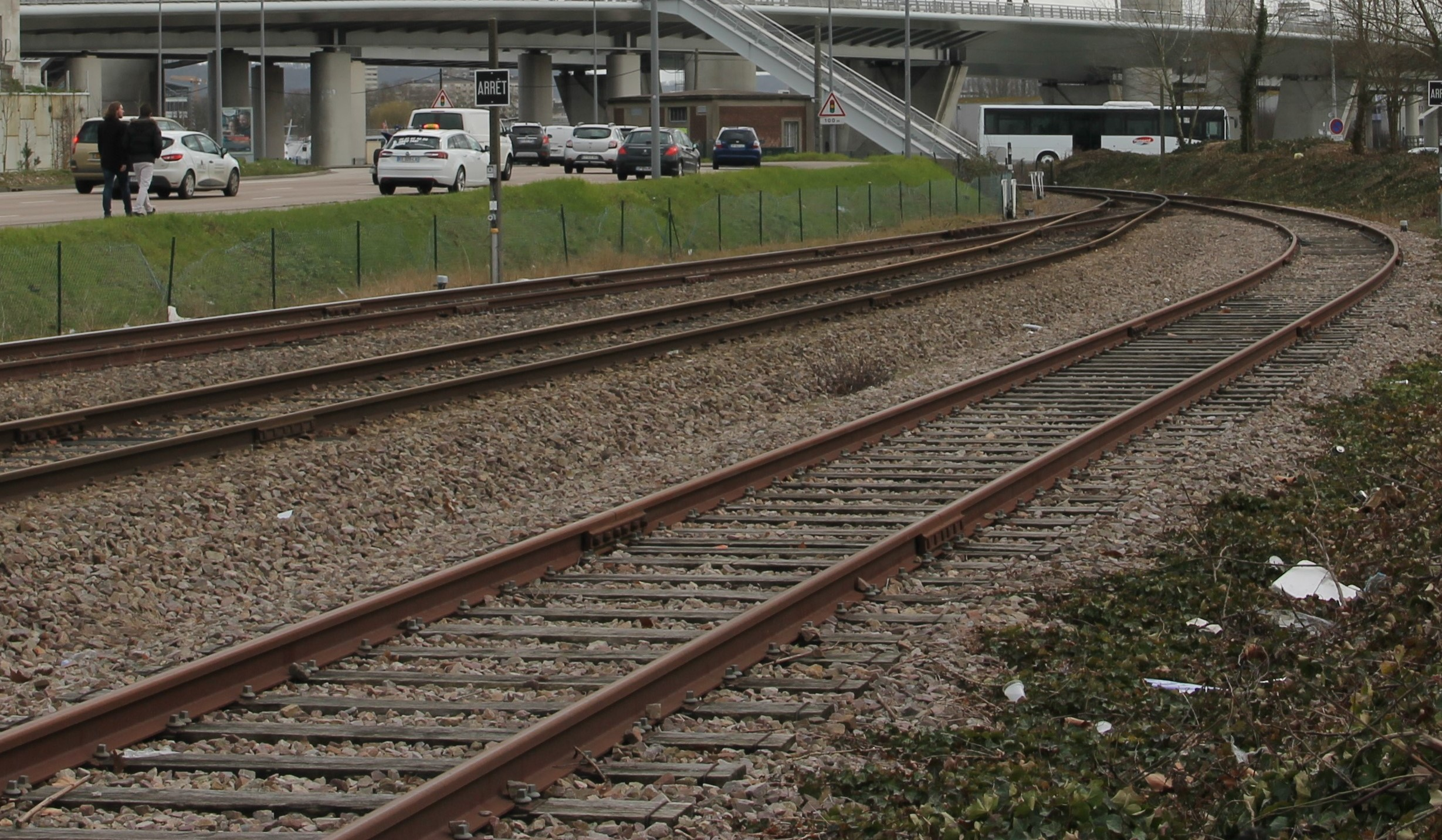
Sortie du faisceau Saint-Gervais, direction Martainville.
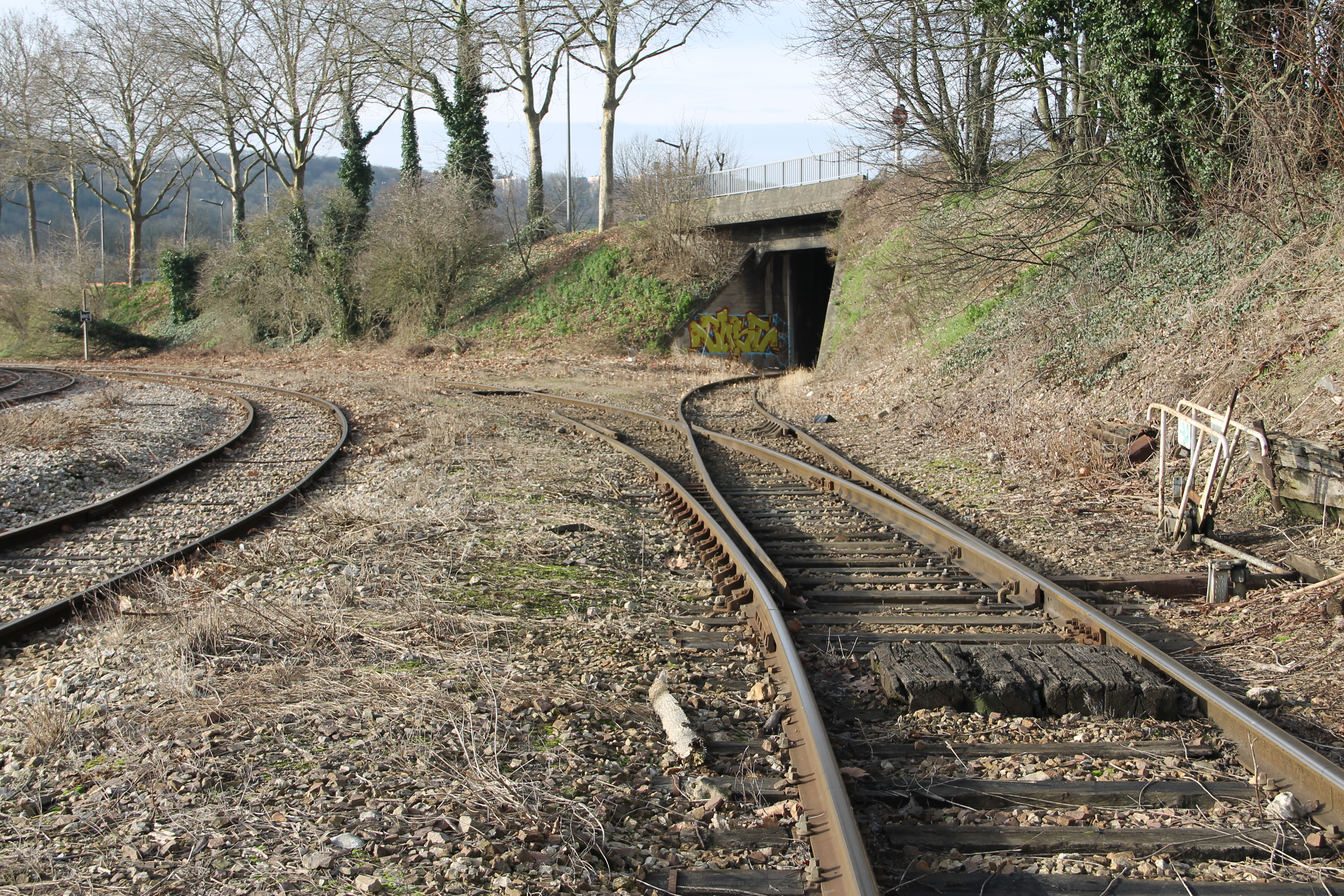
Faisceau Saint-Gervais direction Val-de-la-Haye (avec entrée de l'embranchement Vallourec).
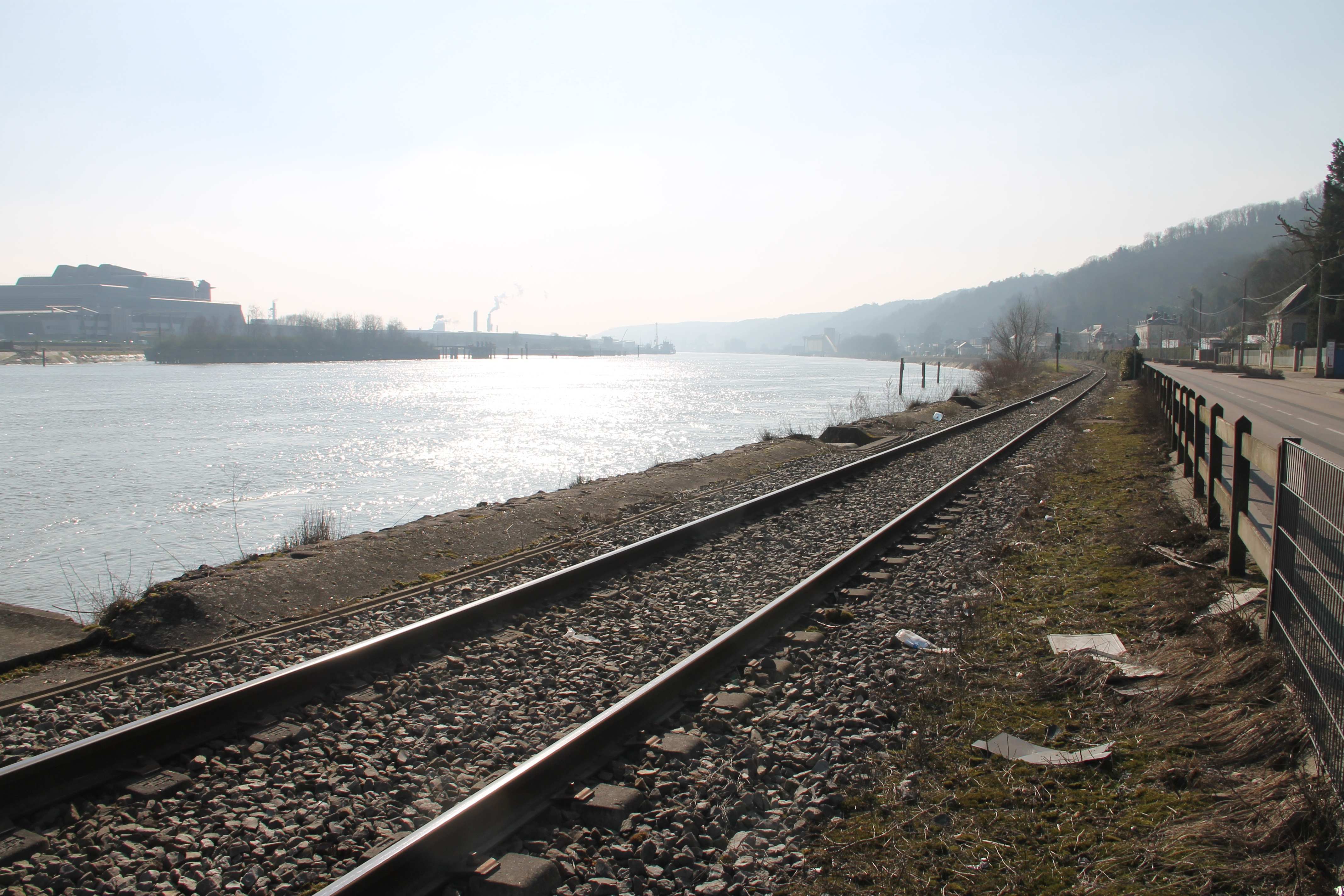
Voie dite de Biessard vers Val-de-la-Haye
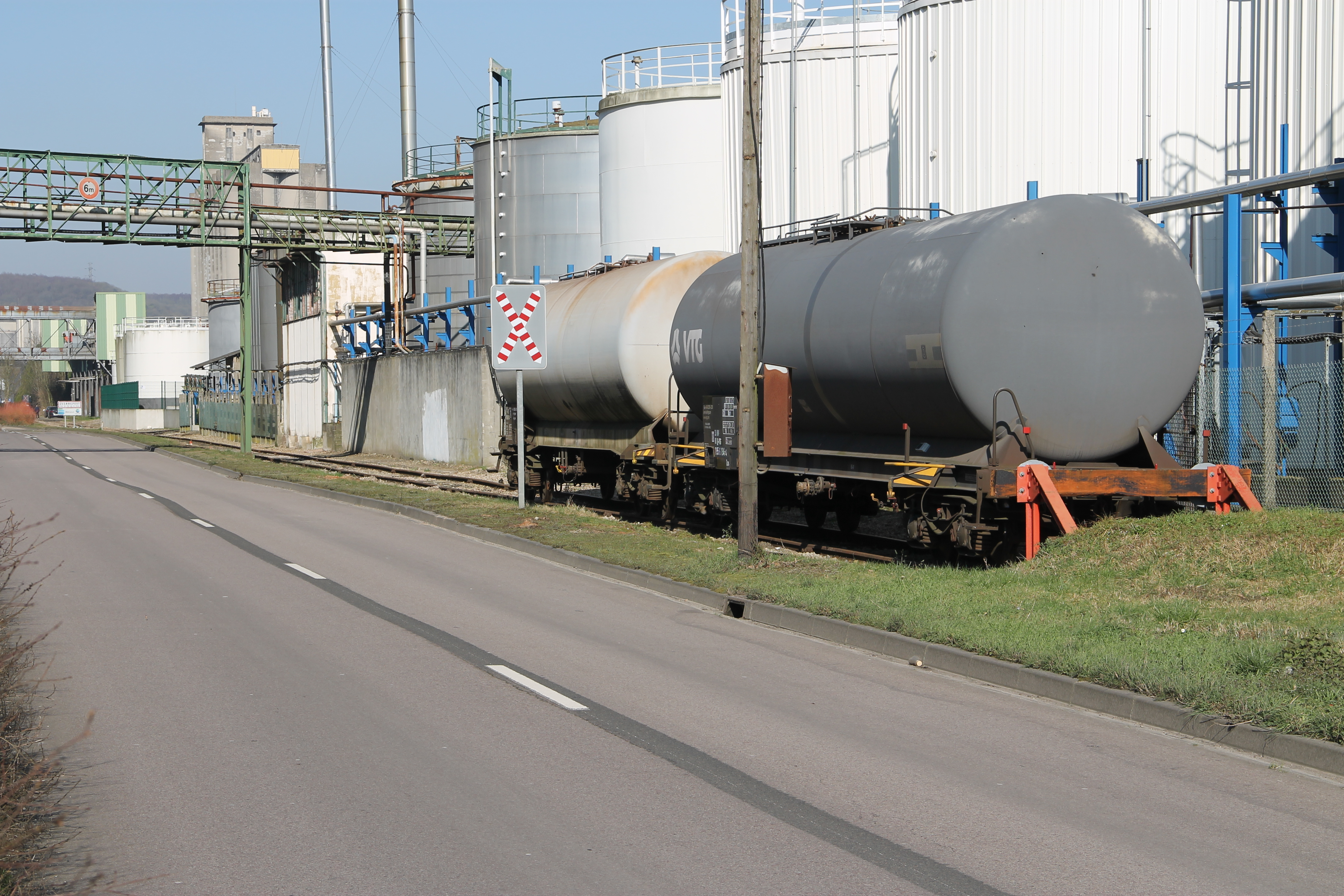
Fin des voies à Val-de-la-Haye

### Exploitation

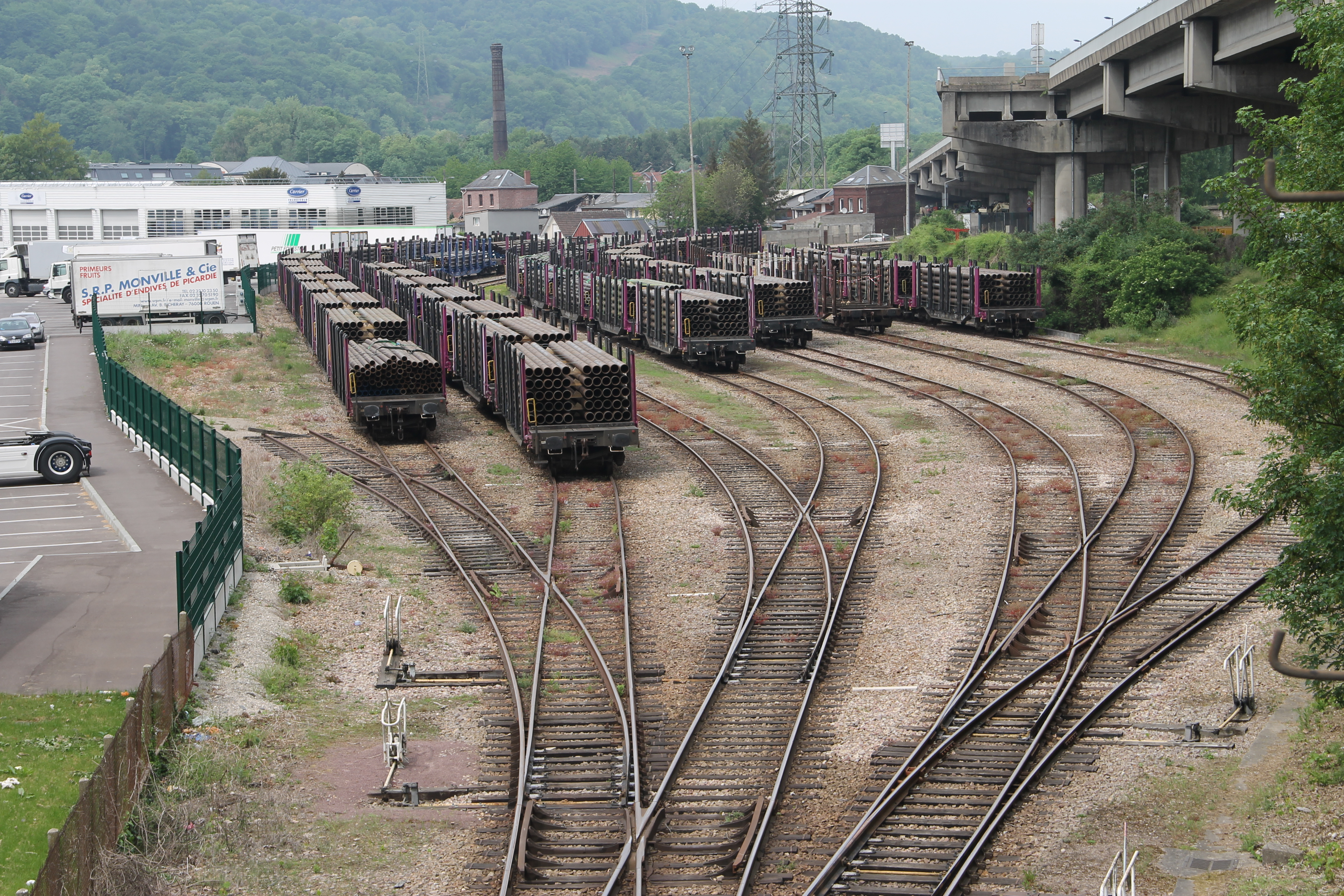
Faisceau Vallourec avec, à gauche, le départ de l'ancienne voie de desserte du MIN de Rouen, aujourd'hui déposée.

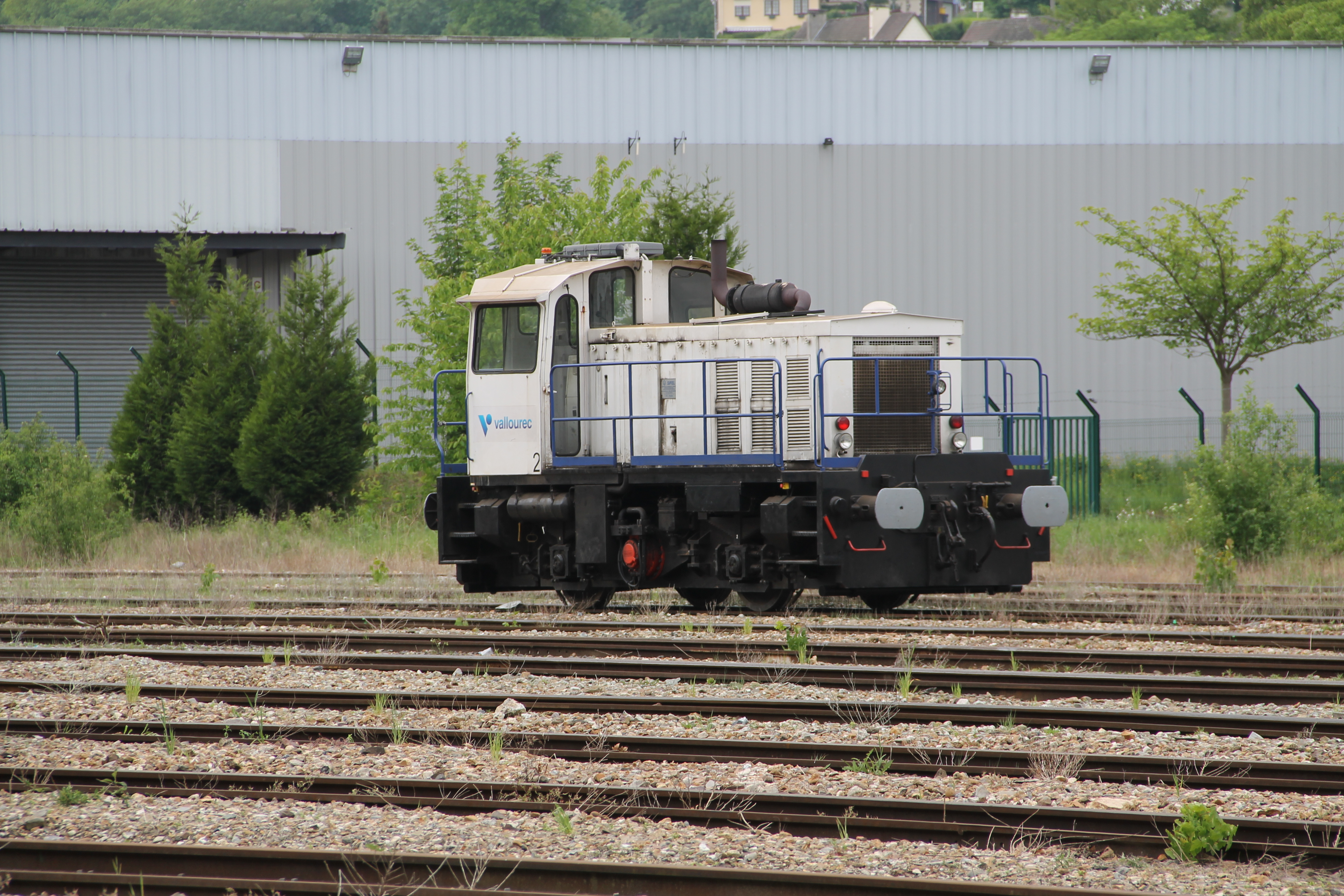
Locotracteur Vallourec, au triage de l'Ouest.

Encore fréquentées dans chaque sens par une dizaine de trains réguliers et deux ou trois facultatifs jusque dans les années 1980, les voies de la rive droite ont aujourd'hui perdu une part importante de leur trafic de jadis. Au fil des années, l'évolution des courants commerciaux et des modes de transport a entraîné la fermeture des centres de réception de bananes, d'agrumes et de primeurs ainsi que du chai à vins du bassin Saint-Gervais, la suppression de la desserte ferroviaire du Marché d'intérêt national et des magasins industriels les « Économiques de Normandie » et l'abandon par désuétude de la majorité des onze embranchements particuliers les jalonnant jusqu'à Val-de-la-Haye, dont celui des silos Pastacorp. Jusqu'en 2021, elles étaient encore empruntées par des trains complets de tubes métalliques en provenance ou à destination de l'usine Vallourec, qui avait aussi obtenu en 2018 l'agrément d'opérateur ferroviaire portuaire lui permettant de faire circuler son propre locotracteur et deux autres, loués à Akiem sur toutes les voies de la rive droite du port pour assurer non seulement ses propres transports, mais aussi ceux des autres entreprises. Depuis la fermeture définitive de cet établissement le 30 juin 2021, le trafic est réduit à quelques trains d'hydrocarbures vers le terminal Rubis, et de céréales vers les silos du groupe Soufflet et de Lecureur, assurés par divers opérateurs de fret ferroviaire à l'aide de machines diesel type BB 60000 (Fret SNCF), BB 75000 (Lineas) ou Class 66 (Euro Cargo Rail).
Par ailleurs, et de manière singulière, la ligne a été utilisée le 9 février 2020 pour présenter aux Rouennais, face à l'hôtel de région, une nouvelle rame Omneo Premium (Z 56600) destinée au réseau Nomad Train (pour les liaisons « Krono+ », anciennement Intercités). La voie n'étant pas électrifiée, cette rame a été tractée par un engin thermique depuis Sotteville.

### Galerie de photographies

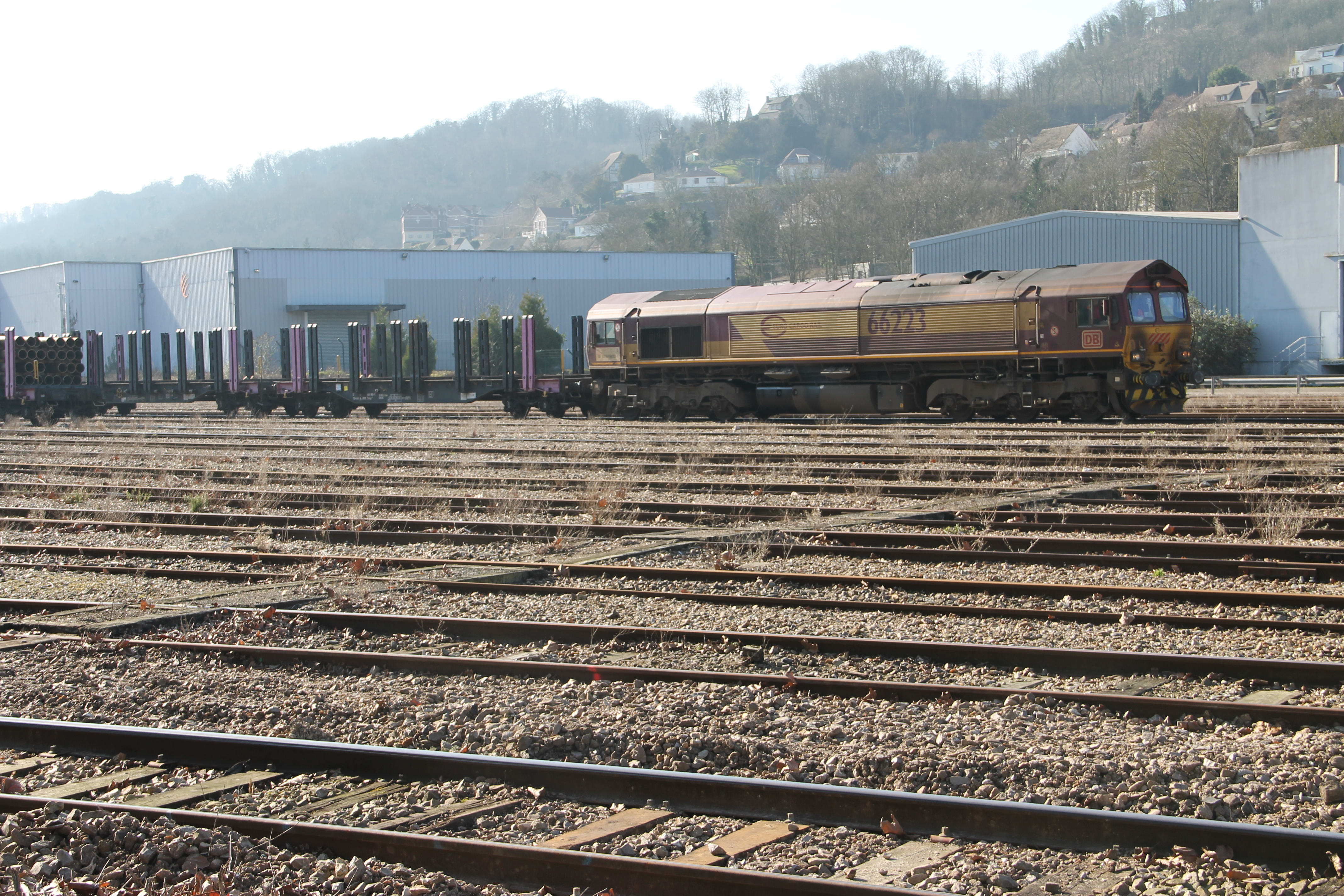
Manœuvre au triage de l'ouest.
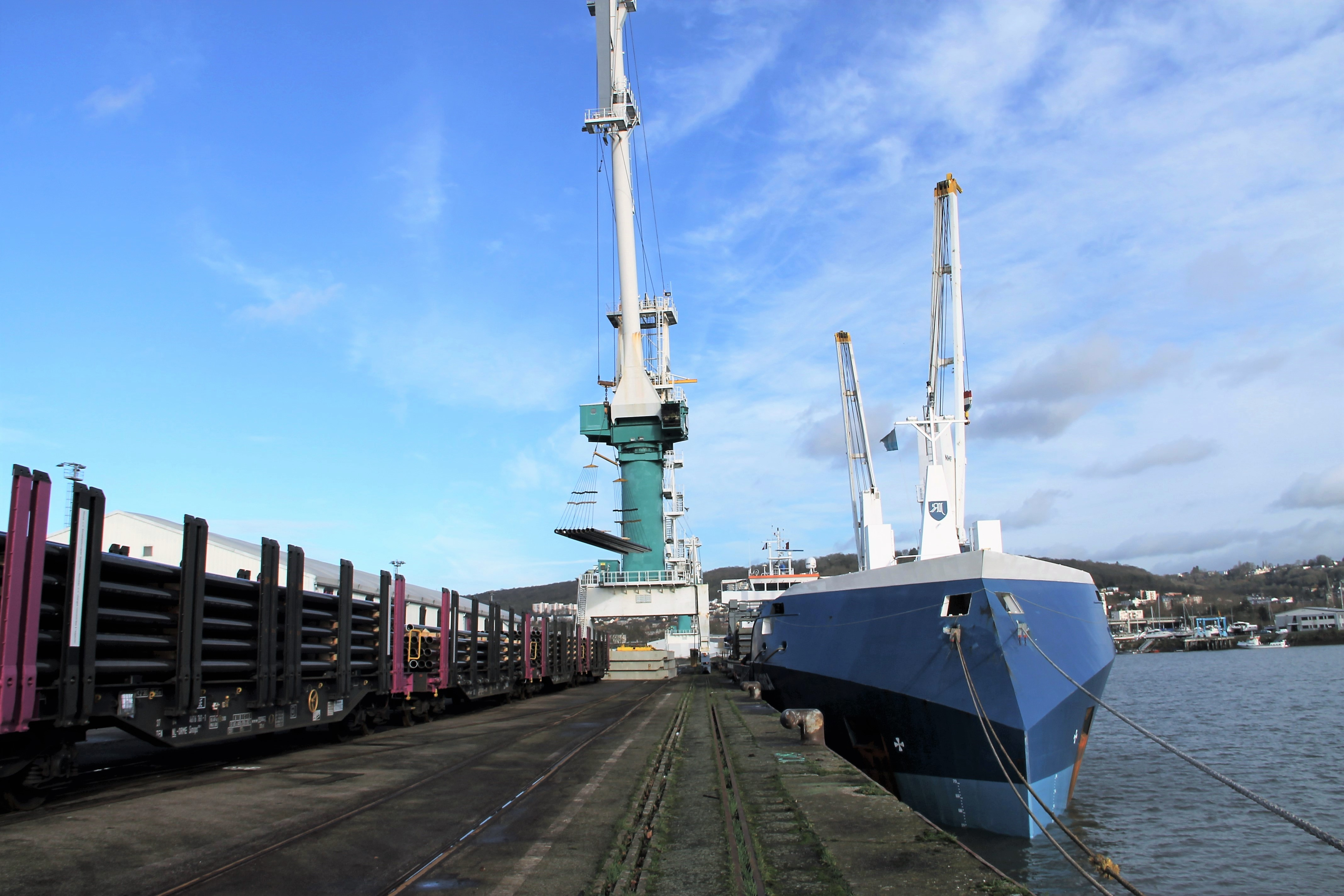
Chargement de tubes Vallourec quai de l'Ouest.
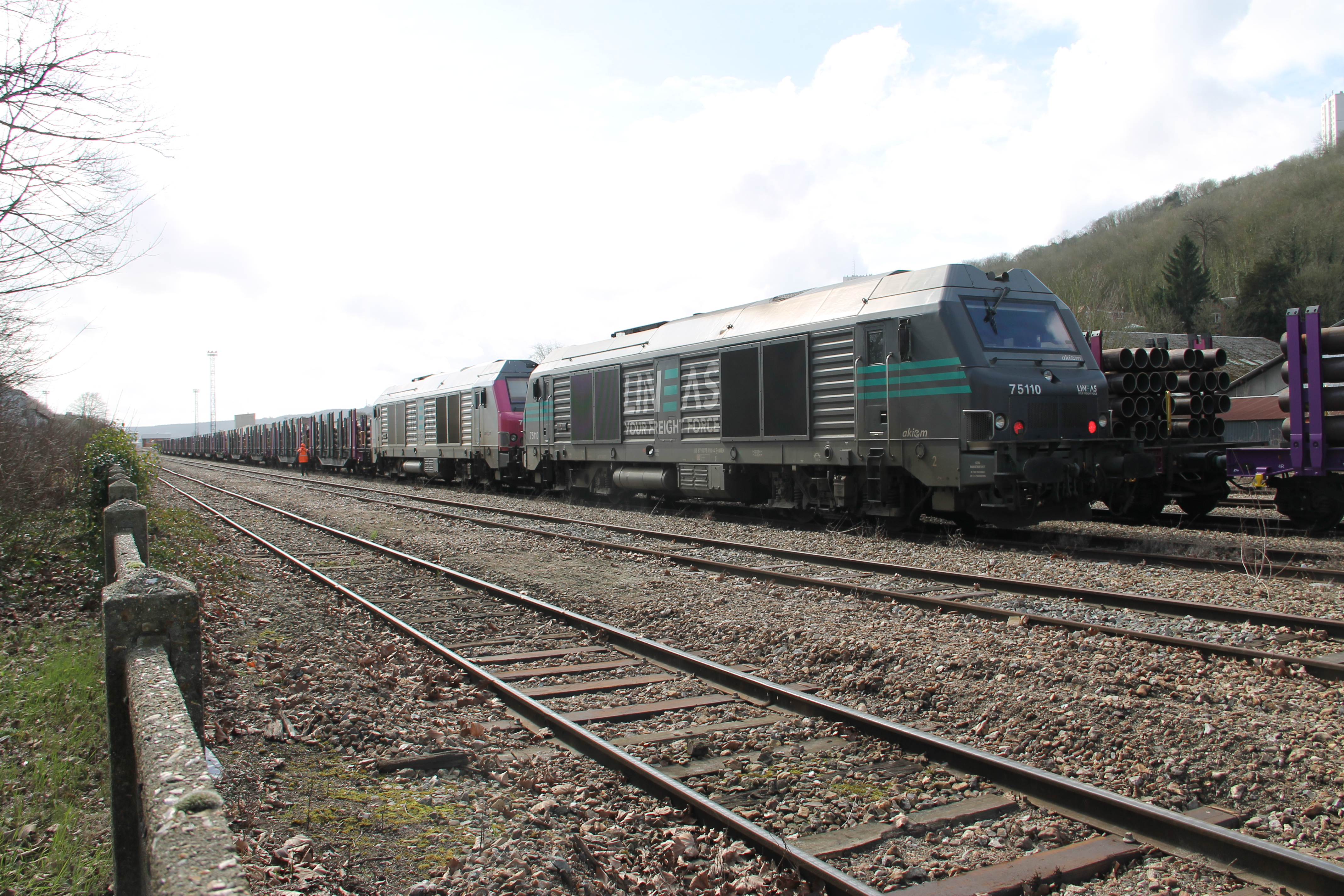
Train de tubes sur le triage de l'ouest.
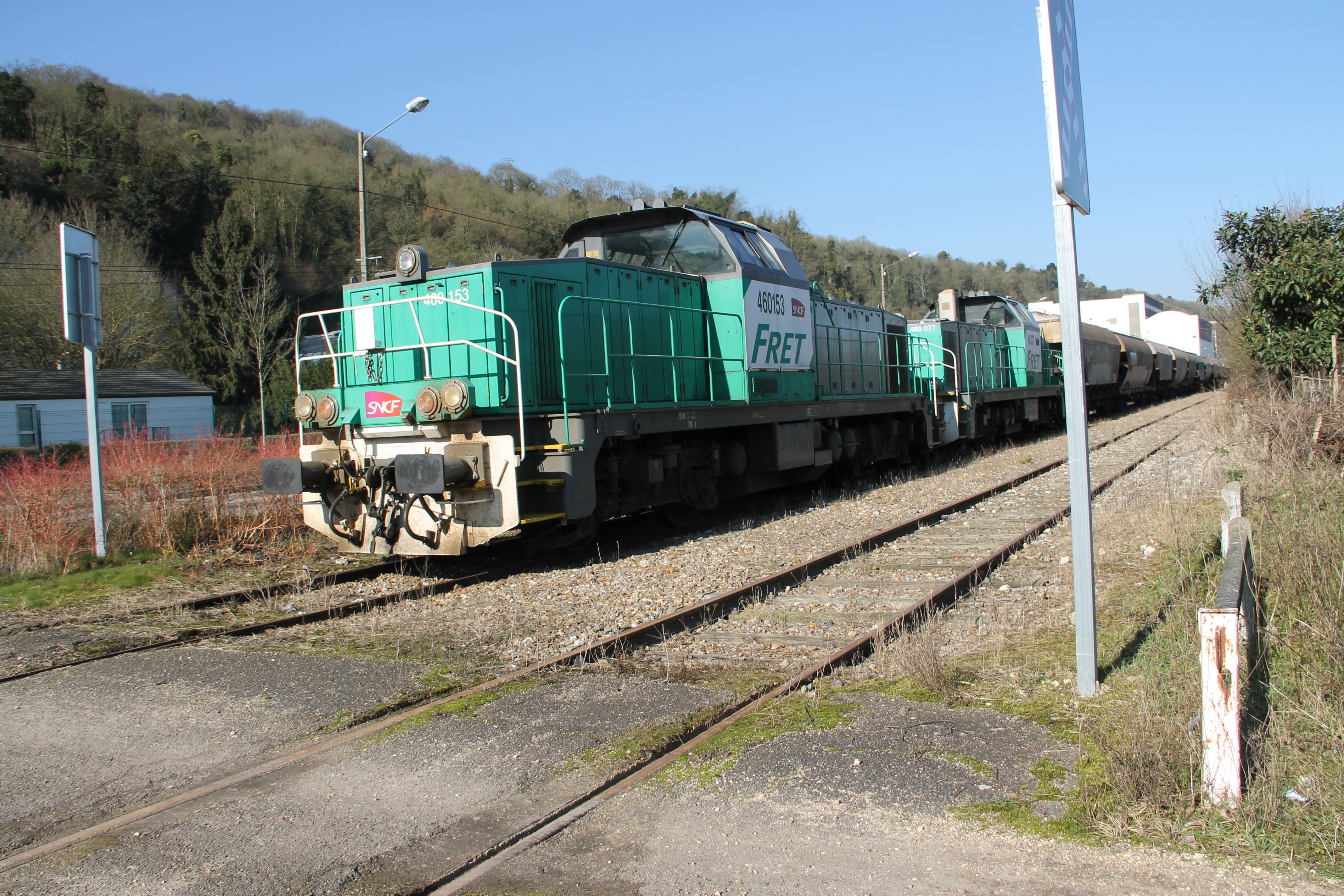
Train de céréales à Canteleu.
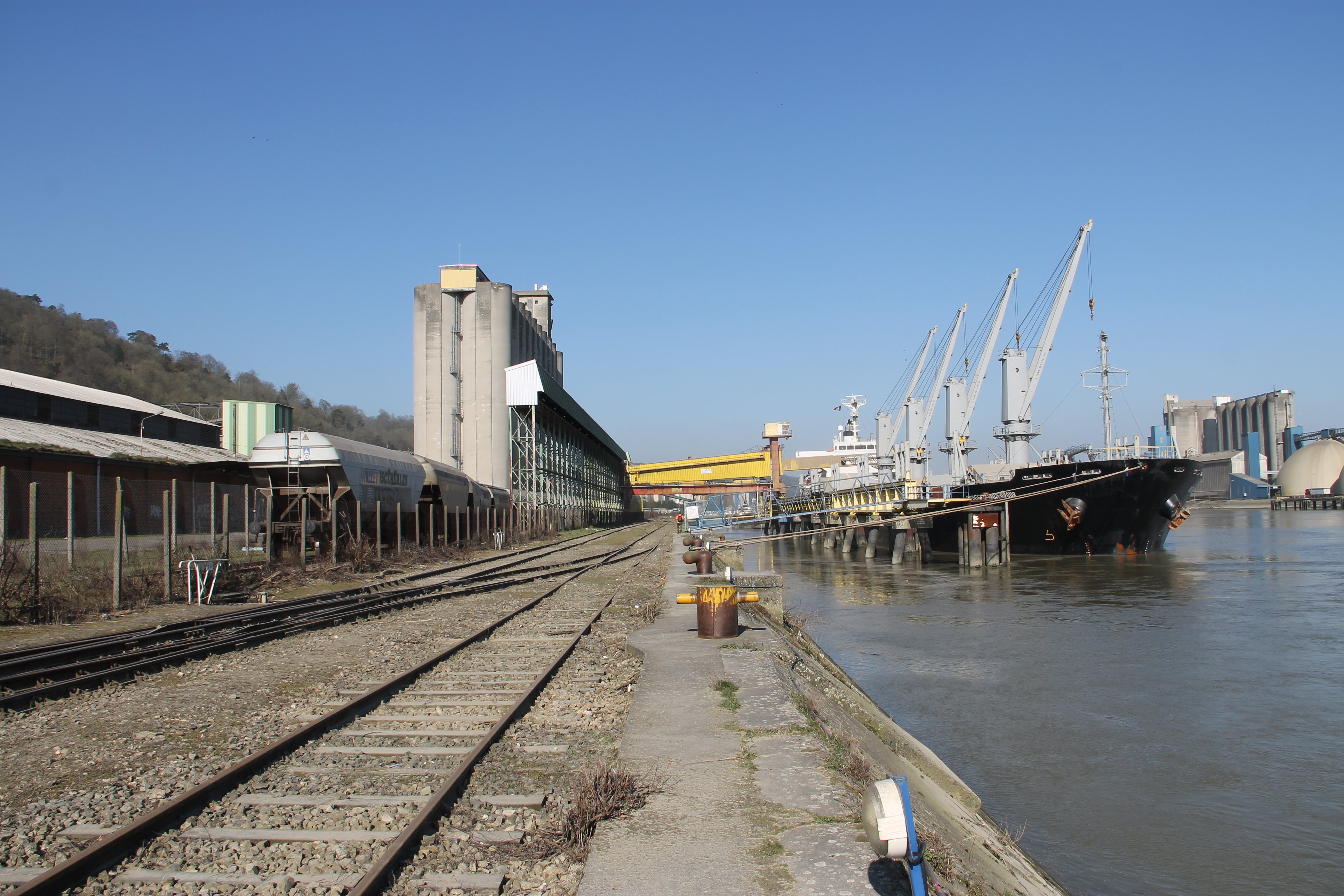
Silos Lecureur à Val-de-la-Haye.
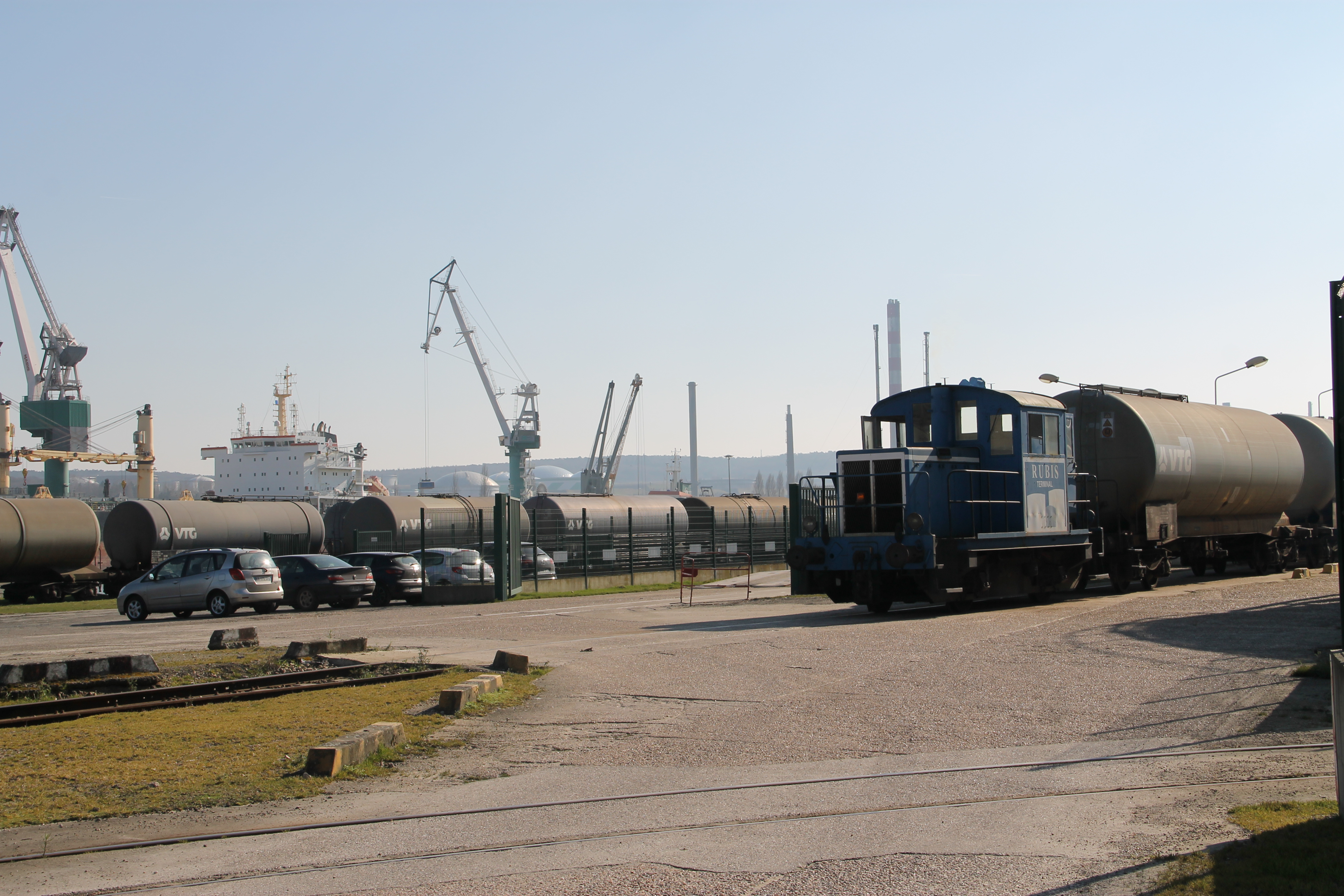
Terminal pétrolier à Val-de-la-Haye.